# Grand Prix automobile de Monaco 2003
GP précédent GP suivant
Le Grand Prix automobile de Monaco 2003 (Grand Prix de Monaco 2003), disputé le 1er juin 2003 sur le circuit de Monaco, est la 704e épreuve du championnat du monde de Formule 1 courue depuis 1950. Il s'agit de la 61e édition du Grand Prix de Monaco, la 50e comptant pour le championnat du monde de Formule 1 et la septième manche du championnat 2003.

## Classement
| Pos  | N° | Pilote                | Écurie           | Tours | Temps/Abandon                      | Grille | Points |
| ---- | -- | --------------------- | ---------------- | ----- | ---------------------------------- | ------ | ------ |
| 1    | 3  | Juan Pablo Montoya    | Williams-BMW     | 78    | 1 h 42 min 19 s 010 (152,773 km/h) | 3      | 10     |
| 2    | 6  | Kimi Räikkönen        | McLaren-Mercedes | 78    | + 0 s 602                          | 2      | 8      |
| 3    | 1  | Michael Schumacher    | Ferrari          | 78    | + 1 s 720                          | 5      | 6      |
| 4    | 4  | Ralf Schumacher       | Williams-BMW     | 78    | + 28 s 518                         | 1      | 5      |
| 5    | 8  | Fernando Alonso       | Renault          | 78    | + 36 s 251                         | 8      | 4      |
| 6    | 7  | Jarno Trulli          | Renault          | 78    | + 40 s 972                         | 4      | 3      |
| 7    | 5  | David Coulthard       | McLaren-Mercedes | 78    | + 41 s 227                         | 6      | 2      |
| 8    | 2  | Rubens Barrichello    | Ferrari          | 78    | + 53 s 266                         | 7      | 1      |
| 9    | 21 | Cristiano da Matta    | Toyota           | 77    | + 1 tour                           | 10     |        |
| 10   | 11 | Giancarlo Fisichella  | Jordan-Ford      | 77    | + 1 tour                           | 12     |        |
| 11   | 9  | Nick Heidfeld         | Sauber-Petronas  | 76    | + 2 tours                          | 14     |        |
| 12   | 12 | Ralph Firman          | Jordan-Ford      | 76    | + 2 tours                          | 16     |        |
| 13   | 20 | Olivier Panis         | Toyota           | 74    | + 4 tours                          | 17     |        |
| Abd. | 16 | Jacques Villeneuve    | BAR-Honda        | 63    | Moteur                             | 11     |        |
| Abd. | 18 | Justin Wilson         | Minardi-Cosworth | 29    | Distribution d'essence             | 19     |        |
| Abd. | 19 | Jos Verstappen        | Minardi-Cosworth | 28    | Distribution d'essence             | 18     |        |
| Abd. | 14 | Mark Webber           | Jaguar-Cosworth  | 16    | Panne hydraulique                  | 9      |        |
| Abd. | 15 | Antônio Pizzonia      | Jaguar-Cosworth  | 10    | Panne électrique                   | 13     |        |
| Abd. | 10 | Heinz-Harald Frentzen | Sauber-Petronas  | 0     | Accident                           | 15     |        |
| Np.  | 17 | Jenson Button         | BAR-Honda        |       | Accident                           | 20     |        |

## Pole position et record du tour
- Pole position : Ralf Schumacher en 1 min 15 s 259
- Tour le plus rapide : Kimi Räikkönen en 1 min 14 s 545 au 49e tour.

## Tours en tête
- Ralf Schumacher : 20 (1-20)
- Juan Pablo Montoya : 40 (21-22 / 31-48 / 59-78)
- Kimi Räikkönen : 6 (23-24 / 49-52)
- Jarno Trulli : 2 (25-26)
- Michael Schumacher : 10 (27-30 / 53-58)

## Statistiques
- 2e victoire pour Juan Pablo Montoya.
- 109e victoire pour Williams en tant que constructeur.
- 15e victoire pour BMW en tant que motoriste.
- La course est neutralisée du tour no 1 au tour no 3 pour permettre le dégagement de la Sauber de Heinz-Harald Frentzen.
- Il n'y a eu aucun dépassement en piste durant cette course.